# Jean Quillien
Jean Quillien (né le 19 août 1936 à Loperhet) (Finistère) est un philosophe, traducteur, universitaire et éditeur français, spécialiste de la pensée de Wilhelm von Humboldt. Membre de la Société française de philosophie, officier dans l'ordre des Palmes académiques et cofondateur du centre Éric Weil.

## Le commentateur et philosophe
Jean Quillien tenta de populariser l'œuvre et la pensée de Wilhelm von Humboldt, et en particulier de souligner la dimension philosophique de sa pensée. Il montra l'influence de la civilisation grecque sur la formation de la réflexion de Humboldt. Son ouvrage monumental sur l'anthropologie philosophique de Humboldt fut, comme bien d'autres, la cible d'une critique fort peu amène de la part d'Henri Meschonnic.
Jean Quillien a également écrit des articles sur Éric Weil :
- "Éric Weil et notre temps", 39-50 ; "L'idée de sagesse aujourd'hui", 221-232 in Cahiers Éric Weil IV . Philosophie et sagesse, Presses Universitaires du Septentrion;1996.
- "De la sagesse comme fin de la Logique de la philosophie. Sens et présence, poésie et philosophie". Seminario su Éric Weil, Pise, 7-8 novembre 1979. Annali della Scuola Normale Superiore di Pisa, série III, vol. LXI, 4, Pisa, 1981, 1223-1242.Version abrégée de la communication présentée sous le titre: "Le discours et son abolition: la Sagesse".
- "Heidegger et Weil. Le destructeur et le bâtisseur", Cahiers philosophiques, 10, 1982, 7-62.
- "La cohérence et la négation. Essai d'interprétation des premières catégories de la Logique de la philosophie", Sept études sur Éric Weil, Presses Universitaires de Lille, 1982, 145-185.
- "Les figures du poète dans la Logique de la philosophie", Actualité d'Éric Weil. Actes du colloque international (Chantilly, 21-22 mai 1982), Paris, Beauchesne, 1984, 151-163.

## Le professeur et universitaire
Jean Quillien, après avoir été enseignant de philosophie dans le secondaire (années 60), accomplit l'essentiel de sa carrière universitaire à Lille. Il fut aussi membre du jury de l'agrégation de philosophie (de 1989 à 1991 et en 1994). Depuis 1998 professeur émérite de l'Université de Lille 3.

## L'éditeur
En tant qu'éditeur, il a créé en 1985 (avec A. Laks) la collection Opuscules Φ qu'ils ont dirigée de 1985 à 2003 aux Presses universitaires de Lille (rebaptisées par la suite Presses universitaires du Septentrion). Directeur de la collection "Philosophie" aux PU du Septentrion, Quillien encouragea la publication de traductions françaises de Humboldt. Quillien est également l'éditeur avec G. Kirscher des Cahiers Éric Weil (1982-1996).

## Le traducteur et spécialiste d'Éric Weil
Traducteur d'Éric Weil, c'est aussi le fondateur (1981, avec Émilienne Naert et Gilert Kirscher) du Centre Éric Weil, dont il a été directeur adjoint de 1981 à 1989 et directeur de 1989 à 1998. Exécuteur testamentaire avec Émilienne Naert  et Gilbert Kirscher du legs Mendelsohn-Weil. Président de l'Association Les amis d'Éric Weil depuis sa création en décembre 2001.

## Principaux ouvrages
- Jean Quillien, Humboldt et la Grèce, Villeneuve-d’Ascq, PUL, 1983.
- Jean Quillien, L’Anthropologie philosophique de G. de Humboldt, Villeneuve-d’Ascq, PUL, 1991

## Articles sur Humboldt et de philosophie du langage
- "Langage et esprit objectif". Communication au IIIe Congrès international de l'Association internationale pour l'étude de la philosophie de Hegel (Lille, 8-10 avril 1968). Hegel. L'esprit objectif. L'unité de l'histoire, Publications de la Faculté des lettres et sciences humaines de Lille, 1970, 297-310.
- "Discours et langage ou la logique de la philosophie", Archives de philosophie, 33, 1970, 401-437.
- "Langage et philosophie du langage chez Hegel", Les signes et leur interprétation, Presses universitaires de Lille, 1972, 147-167.
- "Réflexions sur la signification du recours à la notion de modèle en linguistique. Chomsky et Whorf “héritiers” de Humboldt", Modèles et interprétation, Presses universitaires de Lille, 1978, 179-242.
- "Culture (Bildung) et raison chez G. de Humboldt", Raison et culture, Actes du colloque international franco-soviétique (Lille, 26-29 avril 1978), Presses universitaires de Lille, 1980, 207-219.
- "Le signe, le mot, le sens. Sur une approche sémantique de la linguistique", Langages, connaissance et pratique (colloque franco-britannique, Lille III, mai 1981), Presses universitaires de Lille, 1982, 127-156. Article reproduit sous le titre : "G. de Humboldt et la linguistique générale" in : Histoire, Épistémologie, Langage (HEL), tome 3, fasc.2, 1981, 85-113, avec une addition : "Réponse à une objection" (109-113).
- "La tâche de l'historien d'après G. de Humboldt", Information sur les Sciences Sociales, SAGE, Londres, Beverley Hills et New Delhi, 25, 2, 1986, 339-381.
- "Relativisme linguistique", "Sapir-Whorf “ (hypothèse de), Encyclopédie philosophique universelle, II, Les notions philosophiques, Paris, PUF, 1990. p. 2222 (col. l et 2) et p. 2301 (col. 2),
- "Pour une autre scansion de l'histoire de l'herméneutique. Les principes de l'herméneutique de W. von Humboldt", in : Le paradigme herméneutique. Schleiermacher, Humboldt, Boeck, Droysen, Lille, Presses universitaires de Lille, 1990,69-117 ; 2e éd. 2008, 71-105.
- "Histoire, langage, formalisme", in : Discours, violence et langage: un socratisme d'Éric Weil, Paris, Editions Osiris, 1990, 259-273.Version portugaise in : Sintese, Belo Horizonte, Brésil, 46,1989, 115-120.
- “ HUMBOLDT, Guillaume de, 1767-1835 ”, Encyclopédie philosophique universelle, III, Les œuvres philosophiques, Paris, P.U.F., 1992. , pp. 1852-1860.
- “ HUMBOLDT, Wilhelm von ”, Le Dictionnaire des philosophes, 2ème édition, Paris, P.U.F., 1993, p. 1405-1407.
- "L'anthropologia filosofica di W.von Humboldt come interpretazione originale del kantismo" in W. von Humboldt e il dissolvimento della filosofia nei "saperi positivi ”,Morano, Napoli,1993, p. 23-48.
- Introduction à : G. de Humboldt. Le dix-huitième siècle. Plan d'une anthropologie comparée, trad. C. Losfeld, Presses Universitaires de Lille, 1995, 7-27.

## Traductions de l'allemand (avec Gilbert Kirscher)
- Éric Weil, Souci pour la philosophie, souci de la philosophie (Sorge um die Philosophie, Sorge der Philosophie), Philosophie et Réalité. Derniers Essais et Conférences, Beauchesne, Paris, 1982, p. 7-22
- Éric Weil, Contre l'occultisme ("Wider den Okkultismus"), Archives de Philosophie, (48) n° 4, octobre-décembre 1985, p. 563-567
- Éric Weil, La philosophie de Pietro Pomponazzi (Die Philosophie des Pietro Pomponazzi), Vrin, Paris, 1985, p. 13-61
- Éric Weil, Philosophie et réalité II, Paris, Beauchesne, 2003 : De la réalité et de la nécessité (Über Wirklichkeit und Notwendigkeit), Historicité et scientificité de la philosophie (Geschichtlichkeit und Wissenschaftlichkeit der Philosophie), Les Lumières comme trait essentiel de la pensée européenne (Aufklärung als Wesenszug europäischen Denkens), Philosophie et politique (Philosophie und Politik), Politique et morale (Politik und Moral), Kant et la Révolution en France (Kant und die Revolution in Frankreich), Rousseau et Hegel (Rousseau und Hegel), Hegel.